# 보도교 (노래)
〈보도교〉(歩道橋 호도쿄[*])는 일본의 여성 아이돌 그룹 노기자카46의 37번째 싱글이다. 2024년 12월 11일에 N46Div.를 통해 발매되었다. 센터는 엔도 사쿠라가 맡았다.